# Fadden Peak
Fadden Peak är en bergstopp i Antarktis. Den ligger i Västantarktis. Inget land gör anspråk på området. Toppen på Fadden Peak är 920 meter över havet, eller 295 meter över den omgivande terrängen. Bredden vid basen är 1,4 km.
Terrängen runt Fadden Peak är kuperad söderut, men norrut är den platt.  Trakten är obefolkad. Det finns inga samhällen i närheten.